# Torralba de los Sisones
Torralba de los Sisones là một đô thị trong tỉnh Teruel, Aragon, Tây Ban Nha. Theo điều tra dân số 2004 (INE), đô thị này có dân số là 221 người.